# Françoiz Breut

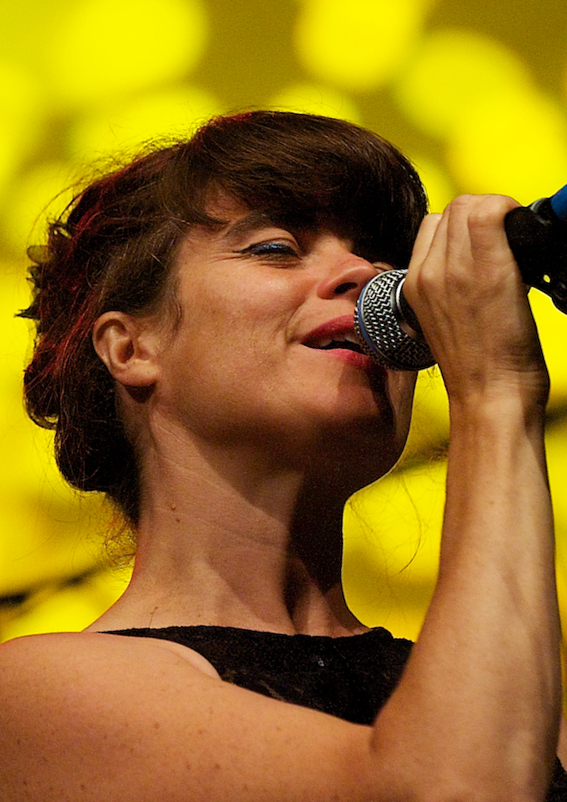
Françoiz Breut (2010)

Françoiz Breut (ur. 10 grudnia 1969 roku w Cherbourg-Octeville). Jej prawdziwe imię to Françoise Breut, francuska rysowniczka i piosenkarka ponurych i melancholijnych melodii pop. Breut dostała szansę po tym jak francuska gwiazda popu Dominique A zaproponował jej napisanie trzech piosenek do swojego albumu Si je connais Harry w 1993 roku.

## Dyskografia
- 1997 Françoiz Breut
- 2000 Vingt à trente mille jours
- 2005 Une saison volée
- 2008 À L'aveuglette
- 2012 La chirurgie des sentiments
- 2016 Zoo